# Constantin Enache (fotbalist)
Constantin Enache (n. 11 martie 1973, Piatra-Neamț, Neamț, România) este un antrenor român de fotbal și fost jucător care a evoluat pe postul de mijlocaș. Din iunie 2021, este antrenorul echipei Politehnica Iași din Liga II.

## Cariera de jucător
A evoluat aproape întreaga carieră la Ceahlăul Piatra Neamț unde i-a avut antrenori pe  Viorel Hizo și Cornel Țălnar, iar printre copechipierii săi au fost Adrian Iencsi, Valeriu Bordeanu, Angelo Alistar, Dănuț Perjă, Daniel Baston, Sebastian Moga, Florin Nohai, Florian Grozavu, Lavi Hrib, Vasile Avădanei, Adrian Blid, Alexandru Forminte, Cristian Dulca, Gabriel Mărgărit, Gabriel Vochin, Dorin Goian, Sergiu Brujan, Rodrigo Texeira, Andriy Fedorenko, Lucian Burdujan, Lucian Goian, Milos Bogdanovic, Cătălin Mulțescu, Daniel Barna, Ionuț Chiriac, Alexandru Cristescu, Florin Macovei.

## Cariera de antrenor

### Politehnica Iași
A fost numit antrenor la Politehnica Iași, în Liga II, în vara anului 2013. A fost însă concediat după doar șase luni din cauza rezultatelor slabe.

### Botoșani
La 5 iunie 2017, Enache a devenit antrenor al clubului Botoșani din Liga I. Pe 16 noiembrie 2018, Botoșani și Enache au ajuns la un acord pentru rezilierea contractului pe cale amiabilă.

### Astra Giurgiu
Doar o zi mai târziu după despărțirea de Botoșani, pe 17 noiembrie 2018, Enache a preluat postul de antrenor la altă echipă din Liga I, Astra Giurgiu.La 13 iunie 2019, Enache a fost înlocuit la conducerea echipei giurgiuvene cu Dan Alexa.

### Hermannstadt
Pe 17 iunie 2019, Enache a fost numit antrenor la Hermannstadt, tot în Liga I. La 30 septembrie 2019, Hermannstadt și Enache au reziliat contractul de comun acord.

### Petrolul Ploiești
La 17 decembrie 2019, Enache a preluat conducerea tehnică a echipei Petrolul Ploiești din Liga II. După ratarea promovării în Liga I, în iulie 2020, Enache a demisionat de la gruparea prahoveană.

### Universitatea Cluj
Următoarea încercare a lui Enache de a promova în Liga I a venit la Universitatea Cluj pe care a preluat-o în septembrie 2020. Însă echipa clujeană a ratat calificarea în play-off-ul Ligii II din sezonul 2020-2021, iar după ce U.Cluj a încheiat pe locul 2 în play-out, Enache și-a reziliat contractul de comun acord.

### Revenirea la Poli Iași
În iunie 2021, Enache a fost numit în funcția de antrenor principal al echipei CSM Poli Iași, abia retrogradată în Liga a II-a.